# كرستن غوف
كرستن غوف (بالإنجليزية: Kirstin Gove)‏ هي صحفية بريطانية، ولدت في 1973.